# Argyrospila extraordinaria
Argyrospila extraordinaria är en fjärilsart som beskrevs av Max Wilhelm Karl Draudt 1950. Argyrospila extraordinaria ingår i släktet Argyrospila och familjen nattflyn. Inga underarter finns listade i Catalogue of Life.